# Алі I (бей Тунісу)
Алі I (араб. علي باشا; нар. 30 червня 1688 — 22 вересня 1756) — 2-й бей Тунісу з династії Хусейнидів в 1735—1756 роках. Повне ім'я Абу'л Хасан Алі ібн Мухаммад. Відомий також як Алі-паша.

## Життєпис

### Боротьба за владу
Онук Алі аль-Туркі, валі Кефа, та син Мухаммада ібн Алі. Народився 1688 року. 1705 року після захоплення влади Тунісі його стрийком Аль-Хусейном I призначається валі (намісником) Суса. 1706 року через те, що в бея не було синів Алі було всиновлено й оголошено спадкоємцем трону. Ситуація змінилася після народження в Аль-Хусейна I синів Мухаммада і Алі відповідно в 1710 і 1712 роках. З цього часу вага Алі при дворі зменшується.
1725 року Аль-Хусейн оголосив сина Мухаммада спадкоємцем трону. Натомість Алі отримав титул паши. Втім він не був цим задоволений. У 1728 році за підтримки прикордонних з Алжиром племен підняв повстання. Але 1729 року зазнав поразки й втік до Алжиру. Його батька та синів було запроторено до в'язниці. В свою чергу Алі опинився в Алжирі в статусі почесного полоненого, оскільки дей Абді-паша в обмін на грошові виплати від Аль-Хусейна I не відпускав Алі з Алжиру.
Ситуація змінилася у 1735 році, коли новий дей Ібрагім надав Алі військо, з яким той завдав поразки Аль-Хусейну I у битві біля Смніджи. Невдовзі захопив столицю, де був оголошений беєм. Боротьба проти Аль-Хусейна, що отаборився в Кайруані тривала до 1740 року. Зрештою сина Алі I — Юнус — захопив місто та стратив Аль-Хусейна. Разом з тим вимушений був сплатити алжирським військам 35 мулів срібла та погодитися на щорічну данину в 50 тис. піастрів.

### Панування
1741 року захопив в генуезців острів Табарка. Невдовзі Юнус. призначений спадкоємцем трону, захопив французький форт Кап-Негре, скасувавши монополію Африканської королівської компанії на вилов коралів та торгівлю пшеницею. Усіх християн було відправлено до Тунісу. У відповідь французький лот 1742 року спробував захопити порт Ла-Гулєт, проте зазнав невдачі. Невдовзі за цим бей відновив монополію Африканської королівської компанії в обмін на збільшення щорічної платні.
Разом з тим надав чималі привілеї юдейській громаді, яка перебралася з Італії. Згодом вона зосередила в себе торгівлю, ставши значним конкурентом французьким купцям. Також бей передав жидам митницю Тунісу в оренду за щорічну платню 80 тис. піастрів.
Продовжив політику попередніх беїв, активно зводив різні споруди, насамперед медресе (Аль-Бахія, Аль-Ахурія, Бір-Лахджар, Сулейманія) і мечеті. У 1755 році звів тюрбе (мавзолей) Кабіра Мамійя.
1752 року раптово повстав спадкоємець трону Юнус, що захопив касбу (цитадель) Тунісу. тут оголосив себе новим беєм. Алі I 2 місяці облягав сина, зрештою захопивши касбу. Юнус втік до Алжиру.
1756 року алжирське військо надало допомогу Мухаммаду і Алі, стриєчним братам Алі I. Останній не зміг організувати гідної оборони. 31 серпня того ж року ворог захопив столицю. У вересні його було відправлено до Алжиру, де згодом задушено.